# جمع التكسير
جمع التكسير في اللغات السامية هو جمع يتم بتغيير الكثير من الأحرف في الاسم المُفرد ودون الاعتماد على قاعدة ثابتة. وهذا سبب تسميته بجمع التكسير؛ لأنه يكسر الكلمة ويغير أصلها، على عكس جمعي المذكر والمؤنث السالمين، واللذين يكتفيان بإضافة حرفين إلى نهاية الاسم المفرد دون تغيير تركيبه الأصلي. وأيضاً على عكسهما، لا توجد قاعدة ثابتة في جمع كل الكلمات بجمع التكسير. فمثلاً، جمع التكسير لـ«كوب» هو «أكواب»، وجمع التكسير لـ«كتاب» هو «كتب»، ولا توجد أي علاقة بين الطريقة التي جمعت بها الكلمة الأولى والتي جمعت فيها الثانية. علامات الإعراب لجمع التكسير هي نفسها للاسم المُفرد: الضمة للرفع والفتحة للنصب والكسرة للجر. أمثلة على جمع التكسير في حالات مختلفة: طريق: طرق / كتاب: كتب.
- الرفع: المروجُ جميلة
- النصب: وضع محمد الأكوابَ على الطاولة
- الجر: ذهب علي إلى حدائقَ جميلة (يجر بالفتحة لأنه ممنوع من الصرف)

يشترط في الأسماء التي تجمع جمعا مكسرا أن تكون ثلاثية، أو رباعية. وما زاد على أربعة أحرف فتجمع بحذف حرف، أو حرفين من حروفه.
نحو: سفرجل جمعها سفارج، حذفت اللام.

## أقسامه

### جمع القلة
للعدد القليل من 3- 10 أوزانه أربعة:
- أَفْعُلٌ: أَحْرُفٌ،
- أَفْعَالٌ: أَجْدادٌ،
- أَفْعِلَةٌ: أَزْمِنَة،
- فِعْلَةٌ: فِتْيَةٌ.

يُعرب إعراب الاسم المفرد، فيُرفع بالضمة، ويُنصب بالفتحة، ويُجر بالكسرة.

### جمع الكثرة
للعدد الكثير من 3 إلى ما لا نهاية، أوزانه سبعة عشر:
- فُعْل: بُكْم،
- فُعُل: رُسُل،
- فُعَل: غُرَف،
- فِعَل: قِطَع،
- فَعَلَة: خَدَمَة،
- فُعَلَة: رُمَاة
- فِعَلَة: دِبَبَة،
- فَعْلى: مَرْضى،
- فُعَّل: رُكَّع،
- فُعّال: قُرّاء،
- فِعال: كِرَام،
- فُعُول: بُحُور
- فَعِيل: حَجِيج،
- فِعْلان: غِلْمان،
- فُعْلان: قُمْصان،
- فُعَلاء: بُخَلاء،
- أَفْعِلاء: أَغْنِياء.

يُعرب إعراب الاسم المفرد، فيُرفع بالضمة، ويُنصب بالفتحة، ويُجر بالكسرة.

### صيغة منتهى الجموع
صيغة مُنتهى الجموع هي كل جمع استوفى أحد هذين الشرطين:
1. جمع من خمسة أحرف ثالثهم ألف التكسير، وبعد ألف تكسيره حرفان، مثل:

- مَفَاعِل: مَسَاجِد،
- فَوَاعل: فَوَارس،
- فَعَائِل: صفائح،
- فَعَالي: الصّحاري،
- فَعَالى: عذارى
- فَعَالِل: جَمَاجِم

1. جمع من ستة أحرف ثالثهم ألف التكسير، وبعد ألف تكسيره ثلاثة أحرف أوسطها ساكن، مثل:

- مَفَاعِيل: مَحَارِيب،
- فواعيل: جَلَامِيد،

وصيغ منتهى الجموع تكون ممنوعةً من الصرف لعلة واحدة، لذلك تُرفع بالضمة وتُنصب وتُجر بالفتحة.